# シュブハイ
シュブハイšubuqai (スバハイsubakhaiとも) は、明朝後期の蒙古 (北虜) で、現赤峰市一帯を根拠地としたハルハ･バアリン部始祖。ダヤン･ハアンの曾孫にあたり、兄はジャルウト部始祖のウバシ。ボルジギン氏。
漢文では蘇巴海の外、速把亥、蘇不害、速不亥、速卜亥、蘇把亥、速不害、索博該衛征、達爾漢諾顔などとも。
嘉靖末年に父に従って泰寧衛・福餘衛の故地に移り、明人から泰寧衛の酋長とみなされた。当時その強大な勢力を以てトゥメン･ジャサクトゥ･ハアン (蒙古帝国第38代) より蒙古五執政理事の一として任命され、ハルハ部の代表とみなされた。弟・炒花らとともにチャハル部と結び、明の開原・義州 (現義県)・錦州 (現凌海市) などを襲撃して度々明軍を破った。後に李成梁率いる明軍に敗れ、萬曆10年1582に参将・李平胡の放った矢が中って陣没した。妹夫・花大が遺体を回収し、塔毋戸渡に埋葬したという。

## 一族

### 父祖
＊ 本節は基本的に森川哲雄(1972)・(1976)に準拠し、ふりがなは転写を参考にした。
- 曽祖父・ダヤン･ハアンdayan qaγan：蒙古帝国第34代ハアン。
  - 伯祖・トロ･ボラトtörö bolad
    - 従伯父・ボディ･アラク･ハアンbodi alaγ qaγan：第36代ハアン。[注 1]
      - 又従兄・ゴデン･ハアンgödeng qaγan：第37代ハアン。
        - 又従兄甥・トゥメン･ジャサクトゥ･ハアンtümen ǰasaγtu qaγan：第38代ハアン。

  - 祖父・アルチュ･ボラトalču bolad：内ハルハ (5部ハルハ) 始祖。
    - 父・フラハチ･カサル･ノヤンquraqači qasar noyan
      - 長兄・ウバシ･ウィジェン･ノヤンubasi uiǰeng noyan：ジャルウト部始祖。
      - シュブハイ
      - 弟・粆花[3]

### 子孫
＊ 本節は基本的に鴛淵一(1941)に準拠し、ふりがなは転写を参考にした。
- スバハイsubakhai
  - 卜言兔
  - 卜言顧
    - ドゥレン･ベイレdureng beile：都令、額參台吉など。
    - アユシayusi：額木素郎、矮要世など。
    - グルブシgurbusi：古路不四。

  - イェヘ･バアトゥル（中国語版）yekhe baghaturu：把兔兒、卜言把兔兒、巴噶爾圖爾、葉赫巴圖魯など。
    - エブゲデイ･ベイレebugedei beile：額伯革打黃台吉。
      - セレンsereng：色令。

    - ウバシ･タイジubasi taiji：榜什台吉。
    - セダルsedar：色特兒、色特爾など。
    - ホトゴル･アンハkhotoghor angkha：昂阿、和托果爾昂哈など。
    - ナンヌク･タイジnangnuk taiji：昂奴、嚢努克、嚢路台吉など。

## 脚註

### 典拠
1. ↑  ⑶ ハルハに所属する諸集団とその関係. . ハルハ･トゥメンとその成立について (東洋学報) 55 (2):  39-46.
2. ↑  森川, 哲雄 (1976). 三. Dayan qaγan の諸子分封とチャハル. “チャハル･八オクトとその分封について”. 東洋学報 (東洋文庫) 58 (1):  136-149.
3. 1 2  五.. “〈研究〉明末に於る喀爾喀と泰寧”. 史林 26 (4):  73-82.

### 註釈
1. ↑  第35代カアンはバルス･ボラト･ジノン。子のアルタン･カアンはトゥメト部主として急激に勢力を伸長させ、チャハル部に圧力をかけてトゥメン･ジャサクトゥ･カアンと敵対した。

## 文献

### 史書
- 瞿九思『萬曆武功錄』(漢) (明萬曆40年1612) 國學文庫
- 茅瑞徵『東夷考畧』(漢) (明天啓1年1621) 燕京図書館所蔵
- 王在晉『三朝遼事實錄』(漢) (明崇禎12年1639) 江蘇省立國學圖書館
- 張廷玉, 他『明史』(漢) (清乾隆4年1739)
- 小徹辰薩囊台吉『欽定蒙古源流』(漢) (清乾隆42年1777) 國學文庫
- 和田 淸『内蒙古諸部落の起源』奉公會 (大正6年1917)

### 論文
- 鴛淵 一「〈研究〉明末に於る喀爾喀と泰寧」史学研究会『史林』26-4 (1941)
- 森川 哲雄「ハルハ･トゥメンとその成立について」東洋文庫『東洋学報』55-2 (1972)
- 森川 哲雄「チャハル･八オクトとその分封について」東洋文庫『東洋学報』58-1(1976)